# Ernest Cresson

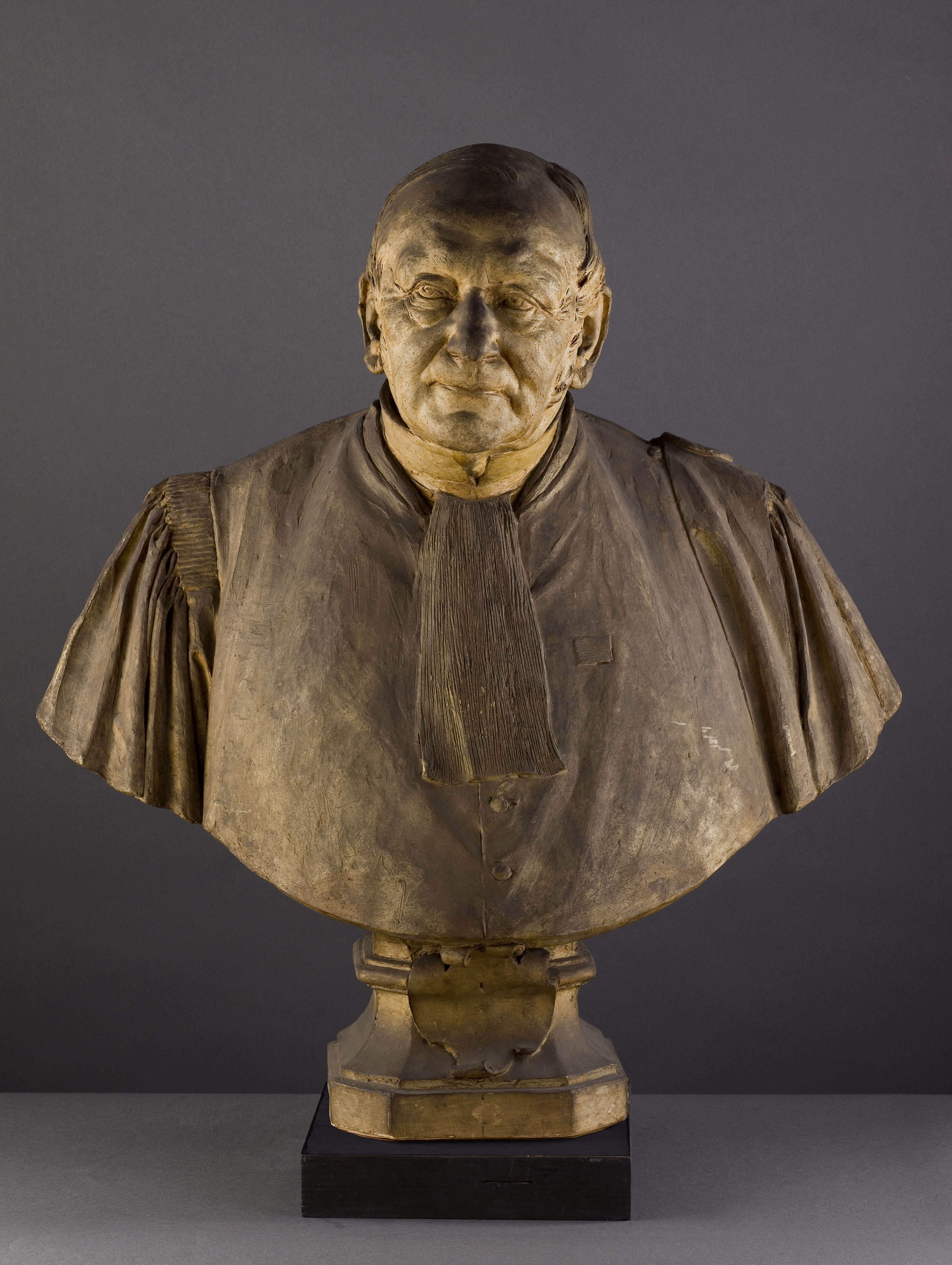
Buste de Maitre Ernest Cresson

Guillaume-Ernest Cresson (6 novembre 1824 à Calais - 20 décembre 1902 à Paris), est un avocat et haut fonctionnaire français.

## Biographie
Après avoir suivi ses études au lycée de Versailles et à la faculté de droit de Paris, Il s'inscrit comme avocat au barreau de Paris en 1846. Secrétaire de la conférence des avocats de 1846 à 1849, il est membre du conseil de l'Ordre des avocats de 1866 à 1869. 
Il est nommé avocat général à la Cour d'appel de Paris le 30 octobre 1870 par Arago, ministre de la Justice, puis préfet de police de Paris le 2 novembre 1870. Il donna sa démission de préfet au mois de février 1871 et fut remplacé par Albert Choppin, son beau-frère.
Retrouvant sa place au conseil de l'Ordre des avocats, il est bâtonnier de Paris de 1889 à 1891. Il quitte le barreau en 1899.
Il est président de la Société générale des prisons de 1877 à 1893

## Distinctions
Nommé chevalier de la Légion d'honneur en mars 1874, il est promu officier en juillet 1899.

## Hommage
Une rue de Paris fut nommée en son honneur, dans le 14ème arrondissement.

## Publications
- Cent jours, du siège à la préfecture de police, 2 novembre 1870-11 février 1871, Paris, Plon, 1901
- Usages et règles de la profession d'avocat : jurisprudence, ordonnances, décrets et lois

## Pour approfondir